# 몰레폴롤레
몰레폴롤레(Molepolole)는 보츠와나 남동부에 위치한 도시로, 퀘넹 구의 행정 중심지이며 인구는 69,789명(2008년 기준)이다. 가보로네(보츠와나의 수도)에서 서쪽으로 50km 정도 떨어진 곳에 위치하며 아프리카에서 가장 큰 전통 마을이 들어서 있다. 대규모 부족 회의(크고틀라)와 스코티시 리빙스턴 병원을 두고 있다.